# Wolfgang Sigl
Wolfgang Sigl (Linz, 23 de diciembre de 1972) es un deportista austríaco que compitió en remo.
Ganó cuatro medallas de oro en el Campeonato Mundial de Remo entre los años 1993 y 2001. Participó en tres Juegos Olímpicos de Verano, entre los años 1996 y 2004, ocupando el quinto lugar en Atlanta 1996, en la prueba de doble scull ligero.

## Palmarés internacional
| Campeonato Mundial | Campeonato Mundial            | Campeonato Mundial | Campeonato Mundial        |
| Año                | Lugar                         | Medalla            | Prueba                    |
| ------------------ | ----------------------------- | ------------------ | ------------------------- |
| 1993               | Račice (República Checa)      | Medalla de oro     | Cuatro scull ligero       |
| 1994               | Indianápolis (Estados Unidos) | Medalla de oro     | Cuatro scull ligero       |
| 1995               | Tampere (Finlandia)           | Medalla de oro     | Cuatro scull ligero       |
| 2001               | Lucerna (Suiza)               | Medalla de oro     | Cuatro sin timonel ligero |